# Recurring Dreams
Recurring Dreams es el septuagésimo segundo álbum de estudio del grupo alemán de música electrónica Tangerine Dream. Pulicado en diciembre de 2019 por el sello Eastgate y en enero de 2020 por el sello KScope se trata de un álbum que incluye nuevas reinterpretaciones, no exactamente covers, de canciones clásicas del catálogo del grupo. Con su publicación el grupo volvió a entrar en las listas de ventas, alcanzando el puesto 85, en Reino Unido.

## Producción

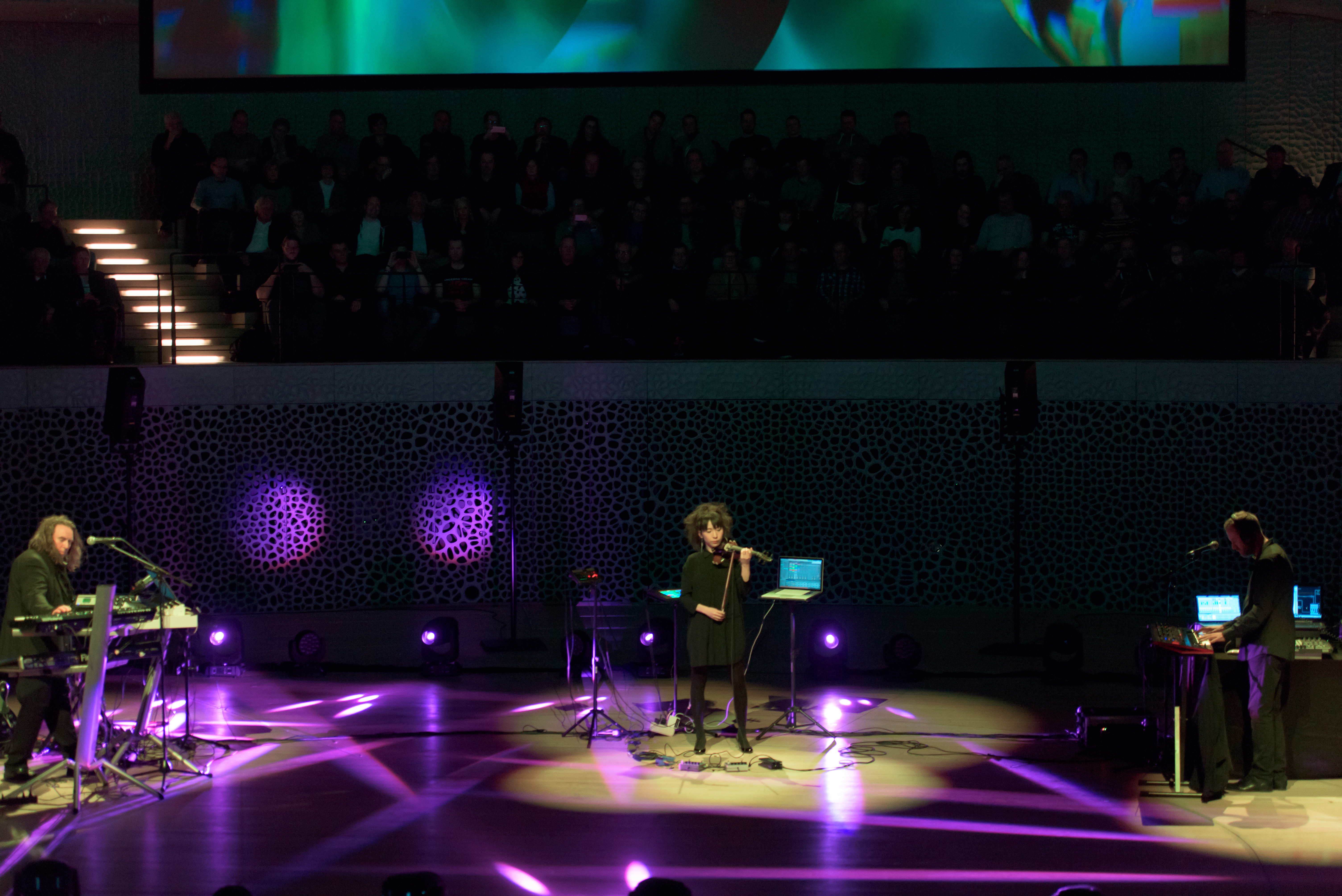
Alineación de Tangerine Dream participante en Recurring Dreams: Thorsten Quaeschning (izda.), Hoshiko Yamane (centro) y Ulrich Schnauss (dcha.)

Recurring Dreams es un álbum en el que la actual alineación de Tangerine Dream, integrado por Thorsten Quaeschning, Ulrich Schnauss y Hoshiko Yamane, realizan diferentes reinterpretaciones de algunas canciones clásicas del catálogo del grupo. 
Encuadrado dentro de la etapa denominada por el grupo «Quantum Years» el álbum consta de 11 canciones realizadas con instrumentación, como sintetizadores y secuenciadores, de diferentes épocas y nuevas técnicas de producción y arreglos. Entre el catálogo de canciones presentes se incluyen algunas pertenecientes a discos icónicos del grupo como Phaedra (1974), de cuya reedición se encargó el fundador del grupo Edgar Froese antes de su fallecimiento en 2015, Stratosfear (1976), Tangram (1980) o Le Parc (1985). También se incluye una canción inédita, coescrita por Thorsten Quaeschning y Ulrich Schnauss, titulada «Der Mond Ist Aufgegangen Part 1 & 2».

## Lista de canciones
| N.º | Título                                                                                               | Escritor(es)                                           | Duración |  |
| 1.  | «Sequent C' 2019» (canción original incluida en el álbum Phaedra de 1974)                            | Peter Baumann                                          | 2:26     |  |
| 2.  | «Monolight (Yellow Part) 2019» (canción original incluida en el álbum Encore de 1977)                | Edgar Froese Christopher Franke Peter Baumann          | 7:41     |  |
| 3.  | «Tangram 2019 (Excerpt)» (canción original incluida en el álbum Tangram de 1980)                     | Edgar Froese Christopher Franke Johannes Schmoelling   | 5:45     |  |
| 4.  | «Horizon 2019 Part 1» (canción original incluida en el álbum Poland de 1984)                         | Edgar Froese Christopher Franke Johannes Schmoelling   | 6:36     |  |
| 5.  | «Horizon 2019 Part 2» (canción original incluida en el álbum Poland de 1984)                         | Edgar Froese Christopher Franke Johannes Schmoelling   | 7:09     |  |
| 6.  | «Phaedra 2014» (canción original incluida en el álbum Phaedra de 1974)                               | Edgar Froese Christopher Franke Peter Baumann          | 8:16     |  |
| 7.  | «Los Santos City Map» (canción original incluida en el álbum The Cinematic Score GTA 5 de 2004)      | Edgar Froese                                           | 7:26     |  |
| 8.  | «The Claymore Mine / Stalking 2019» (canción original incluida en el álbum The Park Is Mine de 1991) | Edgar Froese Christopher Franke Johannes Schmoelling   | 5:40     |  |
| 9.  | «Yellowstone Park 2019» (canción original incluida en el álbum Le Parc de 1985)                      | Edgar Froese Christopher Franke Johannes Schmoelling   | 6:36     |  |
| 10. | «Stratosfear 2019» (canción original incluida en el álbum Stratosfear de 1976)                       | Edgar Froese Christopher Franke Peter Baumann          | 11:34    |  |
| 11. | «Der Mond Ist Aufgegangen Part 1 & 2» (canción nueva)                                                | Thorsten Quaeschning (part 1) Ulrich Schnauss (part 2) | 9:07     |  |

## Personal
- Thorsten Quaeschning - sintetizador, piano y mellotron
- Hoshiko Yamane - violín
- Ulrich Schnauss - sintetizador, sampler E-Mu E4 y piano eléctrico Yamaha CP80
- Bianca Froese-Acquaye - diseño gráfico
- Melanie Reinisch - diseño y supervisión gráfica
- Edgar Froese - diseño gráfico
- Dan Gresham - masterización
- Jim Rakete - fotografía
- Andreas Müller - fotografía